# أنطونيو فيرا راميريز
أنطونيو فيرا راميريز (بالإسبانية: Antonio Vera Ramírez)‏ هو كاتب إسباني، ولد في 2 يوليو 1934 في برشلونة في إسبانيا.

## وصلات خارجية
- الموقع الرسمي
- أنطونيو فيرا راميريز على موقع IMDb (الإنجليزية)
- أنطونيو فيرا راميريز على موقع قاعدة بيانات الفيلم (الإنجليزية)